# Атеизм в России
Атеизм в России представлен рядом общественных организаций и неформальных объединений, а также отдельными гражданами, осознающими свою нерелигиозность.

## История

### Атеизм в Российской империи

#### XVIII век

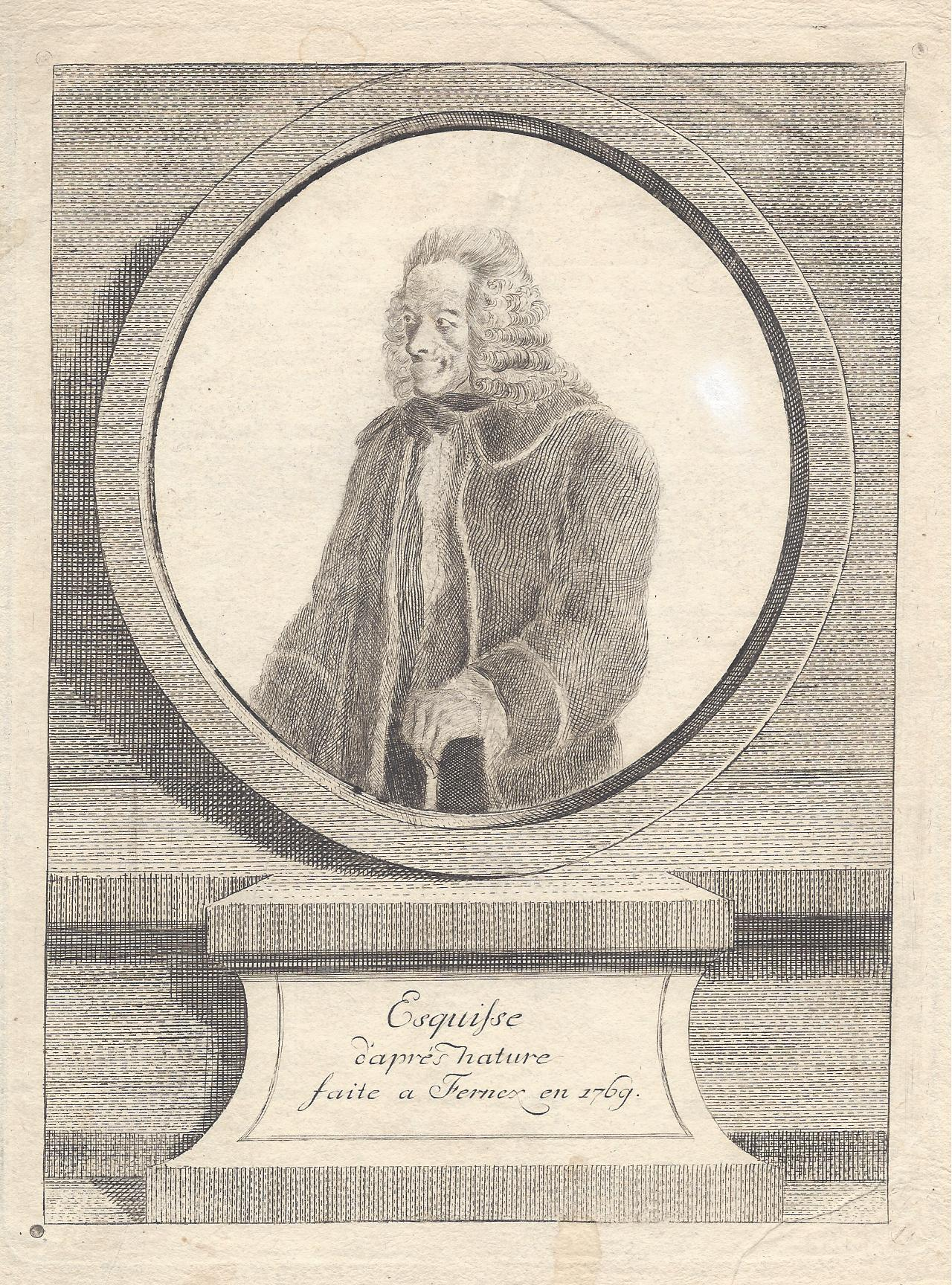
Вольтер. 1769 год

В Российскую империю атеистическое мировоззрение начало проникать в связи с ростом популярности идей вольтерьянства в середине XVIII века, однако численность радикальных атеистов по-прежнему оставалась незначительной. Бо́льшая часть сторонников данного течения придерживалась деистических взглядов, так как, по утверждению русского историка В. Н. Тукалевского, «русское общество в массе поняло деизм, как отсутствие бога».
Будущая императрица Екатерина II ещё в 1740-х — 1750-х годах познакомилась с первоначальными произведениями Вольтера, практически не содержавшими пропаганду материализма и атеизма, к которому он только начал приобщаться в то время, однако впоследствии её интерес к ним угас. Наряду с этим, будучи вольтерьянкой, Екатерина увлеклась чтением и анализированием «Исторического и критического словаря» атеиста Пьера Бейля, из которого почерпнула принцип веротерпимости, воплощавшийся в жизнь на протяжении всего её царствования. В 1767 году Екатерина предприняла попытку реформировать русскую православную церковь, внеся на рассмотрение в Святейший синод следующие поправки в депутатский наказ: разрешить старообрядцам публично проводить богослужения, в пост употреблять ряд кушаний, а также сократить продолжительность постов, убрать из домов иконы, ликвидировать ряд христианских праздников, заменить продолжительные службы короткими, вечерние и всенощное бдение — краткими молитвами с поучением, разрешить епископам иметь жену, изменить форму священнослужителей на более светскую, устранить некоторые сложности при необходимости проведения разводов, позволить заключать браки между родственниками и представителями различных вероисповеданий и ликвидировать поминовение усопших и так далее. Члены синода проигнорировали данные поправки, понимая, что в результате их воплощения авторитет государыни и церкви будет значительно подорван. После смерти Вольтера государыня заказала 100 полных собраний сочинений мыслителя с тем, «чтобы они служили поучением, чтобы их изучали, вытверживали наизусть, чтобы умы питались ими» и даже планировала воздвигнуть в Санкт-Петербурге памятник философу, однако после начала великой французской революции бюсты Вольтера, стоявшие в гостиных и коридорах Зимнего дворца, были снесены, публикация его сочинений запрещена, имевшиеся экземпляры конфискованы. В результате данных событий произошло полное приобщение Екатерины II к православию как религии, способной уничтожить «языческий, безнравственный, анархический, злодейский, дьявольский, враждебный богу и апостолам» атеизм.
В течение определённого периода времени среди придворных императрицы пользовались популярностью шутки в отношении религии, демонстрация безбожия и возвеличивание Вольтера как философа, пришедшего в мир с целью освобождения его от суеверий. Сам же Вольтер, отзываясь о положении религии в Российской империи, говорил: «…весь двор российской империи… состоит из деистов, несмотря на все суеверия, которыми ещё проникнута греческая церковь». Учение имело успех не только среди представителей высшего класса, как княгиня Е. Р. Дашкова, графиня Е. П. Строганова, князь А. М. Белосельский-Белозерский, А. Р. Воронцов, Д. А. Голицын, но и среднего. Однако в отношении взглядов государыни и её сторонников ряд выходцев как из среднего, так и из высшего классов выражали недовольство, в том числе князь М. М. Щербатов ([Екатерина] «…упоенна безразсмысленным чтением новых писателей, закон христианский, хотя довольно набожной притворяется, ни за что почитает. Коль ни скрывает своих мыслей, но оные многажды в беседах её открываются») и известный писатель Д. И. Фонвизин («…вступил я в тесную службу с одним князем, молодым писателем и вошёл в общество, о коем я доныне без ужаса вспомнить не могу. Ибо лучше препровождение времени состояло в богохулении и кощунстве. В первом не принимал я никакого участия и содрогался, слыша ругательство безбожников; а в кощунстве играл я и сам не последнюю роль… В сие время сочинил я послание к Шумилову, в коем некоторые стихи являют тогдашнее моё заблуждение, так что от сего сочинения у многих прослыл я безбожником»).
В число русских атеистов того времени входила большая часть масонов, впоследствии разочаровавшихся в безбожии и перешедших в православие.

#### XIX век
По крайней мере по состоянию на 1899 год не иметь никакого вероисповедания не допускалось. «Уложением о наказаниях уголовных и исправительных» от 15 августа 1845 года за выход из православия была предусмотрена ответственность в виде каторги сроком от восьми до десяти лет.
Известными атеистами в России XIX века были: В. Г. Белинский, А. И. Герцен, Н. Г. Чернышевский, Н. А. Добролюбов, Д. И. Писарев.

### Атеизм в СССР
В СССР атеизм был существенной частью государственной идеологии. В Конституции РСФСР (и впоследствии — в конституции СССР) наряду со свободой вероисповедания была также впервые в мире закреплена свобода антирелигиозной пропаганды. Борьба с религией была задачей ряда общественных организаций (Союз воинствующих безбожников (1925—1947 годы), общество «Знание» (с 1947 года). Как правило, антирелигиозная пропаганда велась параллельно с популяризацией научных знаний. В 1964 году был создан Институт научного атеизма, просуществовавший до 1991 года.

## Современное состояние

### Численность атеистов
Оценки численности атеистов сильно различаются из-за различной трактовки понятия «атеизм».
По данным социологического опроса, проведенного в августе 2012 года, нерелигиозными и атеистами себя назвали 12,9 % россиян.
В ходе исследования Левада-Центра в ноябре 2012 года атеистами назвали себя 5 % опрошенных, 10 % заявили, что не принадлежат ни к какому вероисповеданию.
По данным ФОМ на июнь 2013 года 25 % россиян не считают себя верующими людьми.
В рамках исследования «Арена: Атлас религий и национальностей», проведённого службой Среда в 2012 году, 13 % россиян заявили, что не верят в бога.
Диакон А. Кураев в интервью в 2005 году заявил:

Я уже говорил, что атеистов в России почти не осталось. Атеиста сегодня надо заносить в Красную книгу как существо, достойное заботы и охраны. <…> в реальности есть самая массовая религия современности — оккультизм. И если поговорить с человеком, утверждающим, что он не православный и не мусульманин, что в Бога он не верит, то выяснится — в большинстве случаев какие-то верования и даже религиозная практика в его жизни присутствуют. Пусть это будет интерес к гороскопам, обращение к целителям. Такая бытовая низовая магическая религиозность является вездесущей. И поэтому людей, которые прожили бы свою жизнь не только без оглядки на Библию или Коран, но и без учёта популярных магических телепередач и советов, в том числе астрологических, чрезвычайно мало.— Андрей Кураев
В 2020 году Левада-Центр провел социологическое исследование об отношении россиян к сверхъестественному. Согласно опубликованным результатам, 26 % россиян позиционируют себя в качестве неверующих.

### Правa атеистов в России
Конституция Российской Федерации устанавливает светский характер государства. Никакая религия не может устанавливаться в качестве государственной или обязательной (статья 14). Статья 19 Конституции устанавливает равенство религиозных объединений перед законом и их отделение от государства. Статья 28 гарантирует свободу вероисповедания — право исповедовать индивидуально или совместно с другими любую религию или не исповедовать никакой, свободно выбирать, иметь и распространять религиозные и иные убеждения и действовать в соответствии с ними.
Закон «Об образовании» устанавливает светский характер государственного образования. Создание и деятельность организационных структур политических партий и религиозных организаций (объединений) в государственных и муниципальных образовательных учреждениях не допускаются. Педагогические работники не могут в рамках образовательной деятельности принуждать обучающихся к принятию политических, религиозных или иных убеждений либо отказу от них.
Закон «О свободе совести и религиозных объединениях» устанавливает право каждого гражданина исповедовать индивидуально или совместно с другими любую религию или не исповедовать никакой, свободно выбирать и менять, иметь и распространять религиозные и иные убеждения и действовать в соответствии с ними, если это не противоречит необходимости защиты прав и законных интересов граждан и безопасности государства. Дискриминация по религиозному признаку не допускается. Никто не обязан сообщать о своём отношении к религии и не может быть принуждён к участию или неучастию в религиозной деятельности. Запрещается вовлечение малолетних в религиозные объединения, а также обучение малолетних религии вопреки их воле и без согласия их родителей или лиц, их заменяющих.
В 2017 году в Екатеринбурге состоятся судебный процесс над видеоблогером Русланом Соколовским, обвиняемым по нескольким статьям Уголовного кодекса Российской Федерации, включая статью 148 УК РФ за «оскорбление чувств верующих». Изначальным поводом для возбуждения уголовного дела стал видеоролик, в котором блогер «ловил покемонов» в православном храме — играл в Pokémon Go в Храме на Крови в Екатеринбурге. Согласно формулировке приговора, преступными являются, среди прочего, атеистические взгляды: «В видеосюжетах Соколовского присутствует информация, содержащая в себе признаки оскорбления чувств приверженцев христианства и ислама, формируемого через отрицание существования Бога».

## Атеистические организации в России
Общей целью атеистических организаций является защита светского характера общества, отстаивание интересов неверующих граждан, противодействие клерикализации общества, публичная критика религии в целом и защита атеизма как полноценного мировоззрения, имеющего право на существование.
Особенностью развития постсоветского молодёжного атеистического движения в России являлось то, что движение прежде сформировалось в своих виртуальных формах, а уже затем приняло какие-то формы реальной организации.

### Политические организации
Кирилл Ганин до своей смерти в 2019 году возглавлял политическую партию «Россия без мракобесия», зарегистрированную в Министерстве Юстиции РФ 4 апреля 2012 года.

### Направления деятельности
Российские атеистические организации не имеют единого руководящего центра и каждая из них самостоятельно определяет задачи, которые пытается решить. Среди них можно выделить определённые типичные задачи.

#### Образовательные задачи
Эта группа задач направлена на выработку у как можно большей части населения логического мышления и адекватных представлений о современных научных знаниях, а также критического подхода к непроверенным опытом сведениям.
- Критика религии с позиции научного метода (см. научный атеизм), вскрывающая её несовместимость с научным подходом к пониманию устройства мира[38].
- Популяризация естественнонаучных знаний, входящих в конфликт с традиционными религиями (например, по теории эволюции) или истории возникновения Земли (см. Возраст Земли).
- Популяризация знаний по религиоведению (в частности, библеистике) и истории религий, раскрывающих происхождение религий, как представлений, созданных человеком[39].

#### Общественно-политические задачи
Эта группа задач направлена на защиту светского характера общества и противостояние дискриминации атеистов. Поскольку наиболее распространённой религией в России является православие, а наиболее влиятельной религиозной организацией — Русская православная церковь, то основная активность атеистических организаций направлена на противодействие приобретению РПЦ влияния в различных сферах деятельности государства и общественной жизни.

## Методы действия
В связи с тем, что большинство атеистических организаций являются интернет-объединениями, их деятельность осуществляется в сети Интернет:
- Публикация материалов на сайтах в интернете[42][43][44];
- Ведение дискуссий на интернет-форумах[42][43][44];
- Написание открытых писем в органы власти и государственным чиновникам[45];
- На сайте «Российская общественная инициатива» опубликована инициатива по созданию симметричного закона по защите прав неверующих граждан[46];
- Деятельность в социальных сетях[47].

Однако есть организации, публикующие также печатные материалы.

## Наиболее известные организации
- Атеистический сайт (А-сайт). По-видимому, первый (создан в 1996 году) серьёзный атеистический ресурс в Российском сегменте интернета. Большая библиотека материалов о религии и атеизме, а также форум. Поддерживается Новосибирской образовательной сетью.
- Атеистическое общество Москвы (АТОМ)[48]. Создано в начале 2000 года, председателем является Александр Никонов. Издаётся журнал «Новый безбожник».
- Общество атеистов Подмосковья — первая в России атеистическая организация, зарегистрированная как юридическое лицо[49].
- Сайт «Научный атеизм». Большая библиотека материалов о религиоведении, естественных науках и современном положении религий и атеизма в России и в мире.
- Интернет-портал «Наука и религия», на котором расположен дискуссионный атеистический форум.
- Журнал «Скепсис», критикующий деятельность религиозных организаций в России (прежде всего РПЦ), а также многие стороны политики российских властей (например, в сфере образования), не связанные напрямую с религией. Часть публикаций посвящены историческим событиям[50].
- Журнал «Здравый смысл», выпускается Российским гуманистическим обществом (РГО) и Центром исследований РГО при МГУ им. М. В. Ломоносова при поддержке Центра исследований и Международной академии гуманизма (Амхёрст, США), Российской академии наук, Российского философского общества, Института свободы совести и Фонда «Человечность»[51].
- Союз воинствующих безбожников Российской Федерации (за образец взято название Союза воинствующих безбожников, действовавшего в СССР в 1925—1947 годах). Согласно уставу, СВБ ставит своей задачей объединение широких масс трудящихся РФ для активной систематической и последовательной борьбы с религией во всех её видах и формах и является организацией, ориентирующейся на коммунистическую идеологию[52].
- Фонд «Здравомыслие», являющийся членом Международного альянса атеистов (англ. Atheist Alliance International)[53].
- Атеисты России. Общероссийская общественная организация по представлению и защите нерелигиозных граждан РФ. Создана в 2016 году.

Атеистическое движение в России не имеет единого руководящего центра. В ноябре 2008 года с целью координации деятельности русскоязычных атеистических интернет-ресурсов был создан Совет атеистов Рунета, который за время своего существования опубликовал ряд публичных заявлений, а также провёл кампанию по распространению книги А. Куликова «Научный атеизм». Этот сборник атеистических материалов был издан в 2008 году силами автора и, возможно, является первой в России атеистической книгой за весь постсоветский период.
Кроме того, вопросами защиты права на свободу вероисповедания занимается Российское гуманистическое общество.
В сентябре 2010 года начало свою работу общественное объединение по продвижению секуляризма в России atheistcampaign.ru. В планах объединения — создание юридического лица в виде общественного фонда и проведение кампаний, аналогичных западным.
В 2011 году на улицах Москвы фондом «Здравомыслие» было размещено несколько рекламных плакатов с цитатами из тех статей Конституции РФ, которые говорят о светском характере российского государства, об отделении религиозных объединений от государства и их равенстве перед законом. В 2012 году под эгидой Фонда «Здравомыслие» и АТОМа прошла общественная конференция «Светское государство — гарант общественного мира».

## Комментарии
1. ↑  В том числе виднейшие масоны Российской империи И. П. Елагин (1725—1794) и И. В. Лопухин (1756—1816)